# Homole (ort)
Homole är en ort i Tjeckien.   Den ligger i regionen Södra Böhmen, i den södra delen av landet, 130 km söder om huvudstaden Prag. Homole ligger 411 meter över havet och antalet invånare är 891.
Terrängen runt Homole är huvudsakligen platt, men västerut är den kuperad.Runt Homole är det ganska tätbefolkat, med 83 invånare per kvadratkilometer. Närmaste större samhälle är České Budějovice, 5,1 km nordost om Homole. Omgivningarna runt Homole är en mosaik av jordbruksmark och naturlig växtlighet.